# 어브 아이웍스
어브 아이웍스(영어: Ub lwerks, 1901년 3월 24일 ~ 1971년 7월 7일)는 월트 디즈니 컴퍼니의 애니메이터이자 특수효과기술자이다. 미키 마우스를 디자인 한 인물이기도 하다.
1919년 페스만 아트 스튜디오(Pesman Art Studio)에서 그래픽 아티스트로 취직,얼마후 월트 디즈니와 만났다. 사후 1989년 디즈니 레전드에 임명되었다.

## 제작참여
| 개봉일 | 작품                                                            | 담당                  |
| ------ | --------------------------------------------------------------- | --------------------- |
| 1928년 | 《증기선 윌리》                                                 | 미키 마우스 작화 담당 |
| 1929년 | 《해골 댄스》                                                   | 작화                  |
| 1929년 | 지옥의 악마들 Hell's Bells                                      | 작화,감독             |
| 1930년 | 여름 Summer                                                     | 감독                  |
| 1930년 | 가을 Autumn                                                     | 감독                  |
| 1930년 | 북극의 광대 Arctic Antics                                       | 감독                  |
| 1941년 | 리럭턴트 드래곤 The Reluctant Dragon                            | 애니메이션 감독       |
| 1946년 | 음악을 만들자 Make Mine Music                                   | 특수효과              |
| 1947년 | 펀 앤드 팬시 프리 Fun And Fancy Free                            | 특수효과              |
| 1948년 | 멜로디 타임 Melody time                                         | 특수효과              |
| 1949년 | 내 마음 가까이 So Dear to My Heart                              | 특수효과              |
| 1949년 | 이카보드와 토드경의 모험 The Adventures of Ichabod and Mr. Toad | 특수효과              |
| 1950년 | 신데렐라 Cinderella                                             | 특수효과              |
| 1951년 | 이상한 나라의 앨리스 Alice in Wonderland                        | 특수효과              |
| 1952년 | 물새 Water Birds                                                | 특수효과              |
| 1953년 | 피터 팬 Peter Pan                                               | 특수효과              |
| 1955년 | 레이디와 트램프 Lady and the Tramp                              | 특수효과              |
| 1959년 | 잠자는 숲 속의 공주 Sleeping Beauty                             | 특수효과              |
| 1961년 | 101마리 강아지 One Hundred and One Dalmatians                   | 특수효과              |
| 1964년 | 메리 포핀스 Mary Poppins                                        | 특수효과              |